# 帕爾梅托 (內華達州)
帕爾梅托（英語：Palmetto）是位於美國內華達州埃斯梅拉達縣的鬼鎮。

## 歷史
帕爾梅托的郵局於1888年設立，其後於1907年停運。

## 地理
帕爾梅托所處的海拔為高於海平面1883米（即6178英呎），而該地所採用的時區為UTC-8，即太平洋时区（PST）。同時該地設有夏令時間，為UTC-8調快一小時，即UTC-7（PDT）。